# أنخيل سالا
أنخيل سالا (بالإسبانية: Ángel Sala)‏ هو كاتب إسباني، ولد في 1964 في برشلونة في إسبانيا.

## وصلات خارجية
- أنخيل سالا على موقع IMDb (الإنجليزية)